# Ceriagrion rubellocerinum
Ceriagrion rubellocerinum – gatunek ważki z rodziny łątkowatych (Coenagrionidae).